# Filmfestival Max Ophüls Preis 2022

Logo des Filmfestivals Max Ophüls Preis

Das 43. Filmfestival Max Ophüls Preis (FFMOP) fand vom 16. bis 26. Januar 2022 statt. Das wichtigste Nachwuchsfilmfestival für Deutschland, Österreich und die Schweiz stand unter der Leitung von Geschäftsführerin Svenja Böttger und dem künstlerischen Leiter Oliver Baumgarten. Als Eröffnungsfilm wurde der im Wettbewerb befindliche Spielfilm Everything Will Change von Marten Persiel ausgewählt.
Die Hauptpreise in den vier Wettbewerben gewannen Moneyboys von C. B. Yi (Bester Spielfilm), Anima – Die Kleider meines Vaters von Uli Decker (Bester Dokumentarfilm), Unter der Welle von Veronika Hafner (Bester mittellanger Film) und Lullaby von Magdalena Chmielewska (Bester Kurzfilm).

## Hintergrund
Aufgrund der COVID-19-Pandemie wurde das wichtigste Nachwuchsfilmfestival für Deutschland, Österreich und die Schweiz auf Basis eines dezentralen und hybriden Konzepts sowohl vor Ort in neuen Kinos in Saarbrücken bzw. den „MOP uff de Schnerr“-Kinos im Saarland als auch in Form eines begrenzten Streaming-Angebots über die Festivalwebsite organisiert. Präsentiert wurde ein im Vergleich zum Vorjahr verschlanktes Angebot aus insgesamt 81 langen und kurzen Filmen, darunter 49 Wettbewerbsfilme in den Kategorien Spielfilm, Dokumentarfilm, Mittellanger Film und Kurzfilm. Dieses Premierenprogramm wurde täglich in den Kinos und online gezeigt. Zum Start des Festivals fand der Kinobetrieb unter Einhaltung der 2G-Plus-Regel, der Pflicht zum Tragen einer medizinischen Maske sowie mit einer limitierten Saalbelegung (Sitzplatzverteilung im Schachbrettmuster mit jeweils einem Freiplatz) statt. Die 32 übrigen Filme wurden ausschließlich online präsentiert. Dafür kam eine bei der letzten Auflage für das Festival entwickelte Streaming-Plattform zum Einsatz.
Vom 10. bis 16. Januar 2022 wurden zum Verkaufsstart innerhalb der Blauen Woche (bis 2020 Blaue Stunde) auf der Streaming-Plattform Schwerpunkte und Highlights des Filmprogramms vorgestellt. Parallel bot der MOP-Festivalfunk in Zusammenarbeit mit dem Saarländischen Rundfunk (SR) einen Web-Kanal mit Interviews und Nachrichten zum Festivalgeschehen. Das Branchenprogramm MOP-Connect (früher MOP-Industry) sollte mit digitalen Veranstaltungen Filmschaffende und Branchenvertreter miteinander vernetzen.

## Sektionen

### Wettbewerbe und Jurys

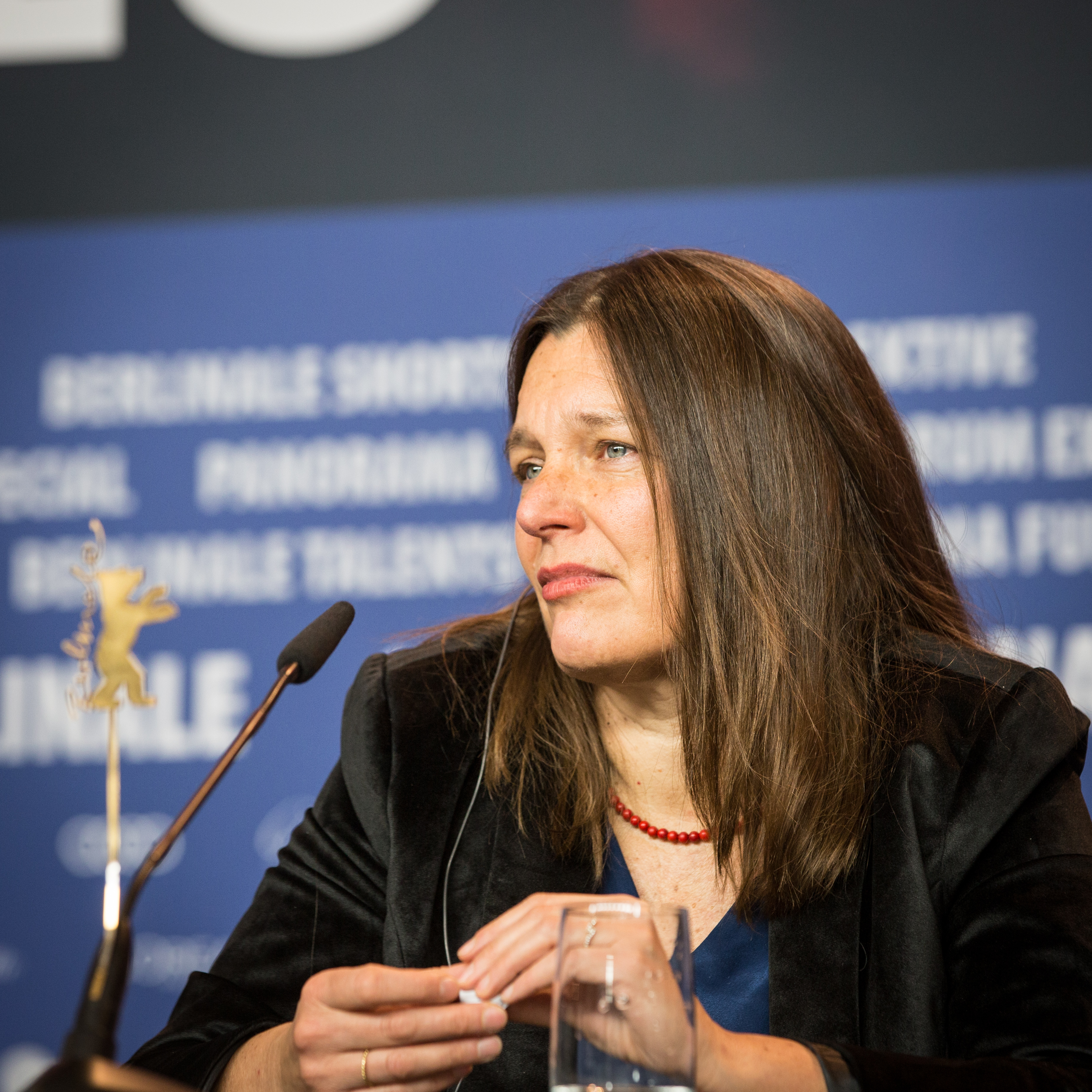
Diesjähriges Spielfilm-Jurymitglied: Beatrice Babin

Das Filmfestival richtete vier Wettbewerbe für Spielfilme, Dokumentarfilme, mittellange Filme und Kurzfilme aus. Preise wurden von sechs Jurys in allen Wettbewerbskategorien vergeben.
Folgende Jurys entschieden 2022 über die Preise:
Spielfilm
- Jury Wettbewerb Spielfilm: 
  - Beatrice Babin (Filmeditorin),
  - Ayşe Polat (Regisseurin),
  - York-Fabian Raabe (Regisseur, Preisträger 2021),
  - Frieder Schlaich (Filmemacher),
  - İdil Üner (Schauspielerin und Regisseurin)
- Drehbuch-Jury:
  - Judith Angerbauer (Drehbuchautorin),
  - Daniel Blum (Redakteur beim ZDF),
  - Oliver Hottong (Kulturjournalist beim Saarländischen Rundfunk)
- Schauspieljury – Wettbewerb Spielfilm:
  - Ute Bergien (Schauspielagentin),
  - Tim Garde (Schauspieldozent),
  - Martina Poel (Schauspielerin)
- Ökumenische Jury – Wettbewerb Spielfilm:
  - Tom Damm (Pfarrer, Autor und Festivalorganisator),
  - Sabrina Maas (Geschäftsführerin Familien- und Erwachsenenbildung),
  - Alexandra Palkowitsch (Sozialethikerin, Universität Wien),
  - Wolf-Dieter Scheid (Dozent für Film und Medien)
- Filmkritik-Jury – Wettbewerb Spielfilm: 
  - Rolf-Rüdiger Hamacher (Kritiker),
  - Madeleine Hirsiger (Kritikerin),
  - Günter Pscheider (Moderator, Drehbuchautor und Filmredakteur)
- Deutsch-französische Jugendjury (in Zusammenarbeit mit der Volkshochschule des Regionalverbandes Saarbrücken)

Dokumentarfilm
- Jury Wettbewerb Dokumentarfilm:
  - Melanie Andernach (Filmproduzentin und -autorin),
  - Hannah von Hübbenet (Filmkomponistin),
  - Grit Lemke (Autorin und Regisseurin)
- Filmkritik-Jury – Wettbewerb Dokumentarfilm:
  - Rolf-Rüdiger Hamacher (Kritiker),
  - Madeleine Hirsiger (Kritikerin),
  - Günter Pscheider (Moderator, Drehbuchautor und Filmredakteur)

Mittellanger Film und Kurzfilm
- Jury Wettbewerbe Mittellanger Film und Kurzfilm: 
  - Luise Helm (Schauspielerin),
  - Ivan Madeo (Filmproduzent),
  - Elisa Mishto (Filmemacherin und Drehbuchautorin)

#### Bester Spielfilm
Für den Wettbewerb Spielfilm wurden 10 Produktionen aus Deutschland, Österreich, der Schweiz, Belgien, Frankreich, Spanien und Taiwan mit einer Mindestlänge von ca. 65 Minuten ausgewählt:
| Filmtitel              | Regie                         | Land                                    | Darsteller (Auswahl)                                                                  |
| ---------------------- | ----------------------------- | --------------------------------------- | ------------------------------------------------------------------------------------- |
| Bulldog                | André Szardenings             | Deutschland, Spanien                    | Julius Nitschkoff, Lana Cooper, Karin Hanczewski, Moritz Führmann, Zoe Trommler       |
| Everything Will Change | Marten Persiel                | Deutschland, Niederlande                | Noah Saavedra, Jessamine Bliss Bell, Paul G. Raymond, Wim Wenders, Markus Imhoof      |
| Ghost Island           | Roman Toulany                 | Deutschland, Spanien                    | Salber Lee Williams, Pit Bukowski, Timo Fakhravar, Carmen Molinar                     |
| Ich Ich Ich            | Zora Rux                      | Deutschland                             | Elisa Plüss, Thomas Fränzel, Sebastian Schneider, Judith van der Werff, Lola Klamroth |
| Ladybitch              | Paula Knüpling, Marina Prados | Deutschland                             | Celine Meral, Christoph Gawenda, Benny Claessens, Asad Schwarz, Luisa-Céline Gaffron  |
| Moneyboys              | C.B. Yi                       | Österreich, Frankreich, Belgien, Taiwan | Kai Ko, Chloe Maayan, Yufan Bai, JC Lin                                               |
| Para:dies              | Elena Wolff                   | Österreich                              | Julia Windischbauer, Elena Wolff, Selina Graf, Melanie Sidhu                          |
| Risse im Fundament     | Genia Leis, Gerald Sommerauer | Deutschland                             | Sofia Falsone, Lorenz Klee, Thomas Sommerauer, Rainer Spechtl, Sophia Burtscher       |
| Soul of a Beast        | Lorenz Merz                   | Schweiz                                 | Pablo Caprez, Art Bllaca, Ella Rumpf, Tonatiuh Radzi, Luna Wedler                     |
| Sweet Disaster         | Laura Lehmus                  | Deutschland                             | Friederike Kempter, Lena Urzendowsky, Florian Lukas, Mareile Blendl, Lasse Myhr       |

#### Bester Dokumentarfilm
Am Wettbewerb Dokumentarfilm konnten erste, zweite und dritte Arbeiten von deutschsprachigen Nachwuchsregisseuren mit einer Länge ab 65 Minuten teilnehmen. Es wurden ausschließlich Ur- und deutsche Erstaufführungen berücksichtigt. Es konkurrierten insgesamt acht Filme um vier Preise.
| Filmtitel                                             | Regie                                                                                  | Land                              |
| ----------------------------------------------------- | -------------------------------------------------------------------------------------- | --------------------------------- |
| Anima – Die Kleider meines Vaters                     | Uli Decker                                                                             | Deutschland                       |
| Coltan-Fieber: Connecting People                      | Jan-Christoph Gockel, TD Jack Mahamba Muhindo                                          | Deutschland, DR Kongo, Österreich |
| Die Kunst der Stille (L’art du silence)               | Maurizius Staerkle Drux                                                                | Schweiz, Deutschland              |
| Heldinnen des Alltags                                 | Camille Budin, Jela Hasler, Annie Gisler, Thaïs Odermatt, Wendy Pillonel, Anna Thommen | Schweiz                           |
| Mayor, Shepherd, Widow, Dragon                        | Eliza Petkova                                                                          | Deutschland, Bulgarien            |
| Nestwärme – Mein Opa, der Nationalsozialismus und ich | Eric Esser                                                                             | Deutschland                       |
| Stories from the Sea                                  | Jola Wieczorek                                                                         | Österreich                        |
| Vier Sterne Plus                                      | Antje Schneider                                                                        | Deutschland                       |

#### Bester mittellanger Film
Am Wettbewerb Mittellanger Film konnten Produktionen mit einer Länge von ca. 25–65 Minuten teilnehmen. Beteiligen konnten sich deutschsprachige Nachwuchsregisseure, deren Spielfilme Ur- und deutsche Erstaufführungen waren. Es konkurrierten insgesamt elf Filme um zwei Preise. Aufgeteilt wurde die Auswahl in vier Programme.
| Filmtitel               | Regie                    | Land        | Darsteller (Auswahl) |
| ----------------------- | ------------------------ | ----------- | --- |
| Alle glauben fest daran | Övünç Baran Güvenışık    | Deutschland | Tolgahan Kaftan, Alfred Hartung, Sercan Bilinç Güvenışık, Güneş Arslan, Yadigar Uzun, Alexander Gregor                                                        |
| Brise                   | Anna Lehner              | Österreich  | Alexandra Schmidt, Berta Kammer, Michael Mayr, Karoline Bergmair                                                                                              |
| Mære                    | Lisa Reich, Josef Zeller | Deutschland | Lina Schuldeis, Lisa Schuldeis, Lynn Kremer, Liliane Amuat, Jonas Brachmann, Marisa Growaldt                                                                  |
| Matratzen               | Florian Schmitz          | Deutschland | Timo Kählert, Sandrine Zenner, Recai Hallaç, So Won Lee, Gu Sim Chang                                                                                         |
| Me Myself Andi          | Lili Zahavi              | Deutschland | Lisa A., Burak Yiğit, Julian S. |
| Neverinland             | Fatih Gürsoy             | Österreich  | Zaman Kahn Shahin, Alireza Noduschani, Barış Bilen, Mflinge Nyalsui, Jörg Bergen                                                                              |
| Spit                    | Sarah Miro Fischer       | Deutschland | Malaya Stern Takeda, Aram Tafreshian |
| Steh auf du Sau!        | Florian Moses Bayer      | Österreich  | Laurin Saied, Antonia Baumgartner, Felix Oitzinger, Suse Lichtenberger, Thomas Mraz, Christian Strasser                                                       |
| Stockfinster            | Jakob Fischer            | Deutschland | Bagher Ahmadi, Nikita Dendl, Philipp Dornauer, Gérôme Ehrler, Yana Ermilova, Phillipp Laabmayr, Benita Martins, Julia Mikusch, Hannah Rang, Constanze Winkler |
| Störenfrieda            | Alina Yklymova           | Deutschland | Katharina Abel, Massiamy Diaby, Thomas Krutmann |
| Unter der Welle         | Veronika Hafner          | Deutschland | Sidonie von Krosigk, Nicole Marischka, Isabella Wolf, Thomas Lettow, Vanessa Eckart                                                                           |

#### Bester Kurzfilm
Der Wettbewerb Kurzfilm soll u. a. innovative Tendenzen deutschsprachiger Nachwuchsregisseure fördern. Ur- und deutsche Erstaufführungen von Kurzfilmen mit einer Länge von bis zu ca. 25 Minuten waren zugelassen. Insgesamt wurden 20 Kurzfilme ausgewählt, die um zwei Preise konkurrierten. Die Jury für mittellange Filme vergibt die Preise.
| Filmtitel                                             | Regie                                     | Land                                      | Darsteller (Auswahl)                                                                                 |
| ----------------------------------------------------- | ----------------------------------------- | ----------------------------------------- | --- |
| Absprung                                              | Valentin Badura                           | Österreich                                | Sebastian Wendelin, Werner Aljoscha Wultsch, Julia Koch                                              |
| An der Wand                                           | Philipp Hartmann, Luisa Nöllke            | Deutschland                               | Thomas Limpinsel, Katja Jung, Beritan Balci, Ingrid König, Stella Deborah Traub, Khalil Aassy        |
| Black Hole Legion                                     | Jonathan Omer Mizrahi, Ariel Sereni Brown | Grönland, Deutschland                     | Heidinnguaq Jensen, Miannguaq Jensen, Jane Sakæussen, Ruth Sørensen                                  |
| Fluffy Tales                                          | Alison Kuhn                               | Deutschland                               | Alexandra Sagurna, Hyun Wanner, Nadine Dubois, Lorenz Krieger, Anne Thoemmes                         |
| Frida                                                 | Aleksandra Odić                           | Deutschland                               | Vicky Krieps, Aenne Schwarz, Geno Lechner, Horst Günter Marx                                         |
| Gör                                                   | Anna Roller                               | Deutschland                               | Julia Windischbauer, Stefanie von Poser, Katrin Filzen, Ana Sieber, Juri Dammann                     |
| Kippenschnippen                                       | Eléna Weiß                                | Deutschland                               | Marie Rosie Merz, Lea Schmidt, Sebastian Jakob Doppelbauer, Christian Sabisch                        |
| Lullaby                                               | Magdalena Chmielewska                     | Österreich                                | Magdalena Żak, Laurin Saied, Markus Zett, Christel Wieser, Katharina Meves, Safira Robens            |
| Nicht die 80er                                        | Marleen Valien                            | Deutschland                               | Deniz Orta, Merlin Rose, Joshua Seelenbinder                                                         |
| Nicht nur Körper                                      | Frédéric Jaeger                           | Deutschland                               | Jasper Engelhardt, Lisa-Marie Janke, Franziskus Claus, Dennis Kamitz, Ela Cosen                      |
| Overheim                                              | Jouri Hoepfner                            | Deutschland                               | Martine-Nicole Rojina, Norbert Junkes, Thilo Ulbrich, Schwäbisches Salonensemble                     |
| Platform                                              | Steffen Köhn, Johannes Büttner            | Deutschland                               | Roberto Anjari Rossi, Tyrone Raymond, Boris Dikelo, Kumar Muniandy, Yasmin El Yassini, Jan Koslowski |
| Return                                                | Ghiath Al Mhitawi                         | Deutschland, England, Kroatien, Slowenien | Ahmad Kiki, Amal Omran                                                                               |
| So weit so gut                                        | Leon Schwitter                            | Schweiz                                   | Denise Hasler, Felician Hohnloser, Peter Hottinger, Tobi Bienz, Maria-Rebecca Sautter                |
| Über Wasser                                           | Jela Hasler                               | Schweiz                                   | Sofia Elena Borsani                                                                                  |
| Vote!                                                 | Lisa Hasenhütl                            | Österreich                                | Felix Kreutzer, Anna Suk, Markus Schleinzer                                                          |
| Warum begeht Helen Koch schweren Kraftwagendiebstahl? | Moritz Geiser                             | Deutschland                               | Anne Kulbatzki, Aurelia Schäfer, Wolfgang Michalek, Rahel Ohm, Kaspar Heger                          |
| Wenn in einer Winternacht zwei Reisende               | Sara Summa                                | Deutschland                               | Robin Summa, Moritz Berg, Holly Biela                                                                |
| Zaun (Hegn)                                           | Hilke Rönnfeldt                           | Dänemark                                  | Lisa Carlehed, Emilie Claudius Kruse                                                                 |
| Zeitpunkt X                                           | Simon Schneider                           | Deutschland                               | Cornelius Schwalm, Annekathrin Bach, Theresa Berlage, Stephan Benson, Marc Fischer, Hanna Werth      |

### Programmreihen

#### MOP-Watchlist
In der Reihe wird regelmäßig eine Auswahl der besten deutschsprachigen Nachwuchsfilme aus dem zurückliegenden Produktionsjahr präsentiert. Dabei werden bevorzugt auch aktuelle Arbeiten ehemaliger Festivalteilnehmer gezeigt. Sie wird vom Festival als umfassendste Jahresschau des jungen deutschsprachigen Films propagiert.
| Filmtitel                                         | Regie            | Land                        | Darsteller / Anmerkung                                                      |
| ------------------------------------------------- | ---------------- | --------------------------- | --------------------------------------------------------------------------- |
| Die Reise des jungen Don – Diarios de Don Quixote | Walter Schmuck   | Deutschland, Peru           | Dokumentarfilm                                                              |
| Rogue Trader                                      | David Preute     | Deutschland, Großbritannien | Ankie Beilke, Paulo Aragao, Tom Bowen, Oleg Kricunova, Patrick Dewayne      |
| Schlussklappe                                     | Niclas Mehne     | Deutschland                 | Pina Kühr, Anne Düe, Nikolaus Sternfeld, Andreas Berg, Daniel Zillmann      |
| Stille Post                                       | Florian Hoffmann | Deutschland                 | Hadi Khanjanpour, Kristin Suckow, Aziz Capkurt, Jeanette Hain               |
| Viva Forever                                      | Sinje Köhler     | Deutschland                 | Homa Faghiri, Ina Maria Jaich, Janet Rothe, Natalia Rudziewicz, Thandi Sebe |

#### MOP-Shortlist
Diese Reihe bot Einblick in Kurzfilmarbeiten junger deutschsprachiger Regisseure von Filmhochschulen sowie auch unabhängige Produktionen. Sie teilte sich auf in die zwei Programme MOP-Shortlist: Dok und MOP-Shortlist: Fiktion.

##### Dokumentar-Kurzfilme (Dok)
| Filmtitel                | Regie                                                           | Land                |
| ------------------------ | --------------------------------------------------------------- | ------------------- |
| Alleingang               | Raphael Schanz                                                  | Deutschland         |
| Jahr des Kranichs        | Tianlin Xu                                                      | Deutschland         |
| Nachruf                  | Akın Şipal                                                      | Türkei, Deutschland |
| Töchter                  | Quynh Le Nguyen, Katharina Soon-Hi Thaler, Stella Deborah Traub | Deutschland         |
| Vibrations – Inner Music | Cadenza Zhao                                                    | Deutschland         |

##### Kurzfilme (Fiktion)
| Filmtitel                   | Regie                                        | Land                    | Darsteller (Auswahl) / Anmerkung                                                         |
| --------------------------- | -------------------------------------------- | ----------------------- | ---------------------------------------------------------------------------------------- |
| Alles Übel der Welt         | Nicolai Zeitler, Marlene Bischof             | Deutschland             | Christian Erdt, Martin Weigel, Sarah Giebel, David Benedek                               |
| Dear Drowning               | Daniel Sosniok, Tim Weiss                    | Deutschland             | Jan Hillebrand                                                                           |
| The Door of Return          | Anna Zhukovets, Kokutekeleza Museben         | Deutschland             | Joyce Sanhá, Nancy Mensah-Offei                                                          |
| Girl Who Cried Wolf         | Kevin Koch, Emma Holzapfel                   | Deutschland             | Langston Uibel, Amelie Hennig, Marcus Chiwaeze, Malaya Stern Takeda, Kristin Alia Hunold |
| Hayat springt (حیات می پرد) | Miriam Goeze                                 | Deutschland             | Sara Walizada, Arman Khan, Rajaa al Kattan, Marius Maier, Kathrin Filzen                 |
| Just In Case                | Céline Ahlbrecht, Insa Meyer, Alina Saltheim | Deutschland             |                                                                                          |
| Die Klohexe                 | Joey Arand                                   | Deutschland, La Réunion | Anjalie Matchu, Enzo Manon, Vanessa Walter, Amalia Ange Damour, Jean-Christophe Goneau   |
| Lake                        | Aladdin Gomaa                                | Deutschland             | Animationsfilm                                                                           |
| Phlegm                      | Jan-David Bolt                               | Schweiz                 | Pascal Ulli, Patrice Gilly, Oliver Stärkle                                               |
| Pigeon Therapy (De pigeon)  | Nadia Masri                                  | Luxemburg               | Nina Bodry, Fabienne Hollwege, Joe Dennenwald, Marco Lorenzini, Max Thommes              |
| Theorie und Praxis          | Leonie Minor                                 | Deutschland             | Animation                                                                                |

### Sonderprogramme

#### Kurzfilmprogramm: Atelier Ludwigsburg-Paris
Das Filmfestival kooperiert seit Jahren mit dem Atelier Ludwigsburg-Paris. Dabei handelt es sich um ein einjähriges Weiterbildungsprogramm für Filmproduktion, Finanzierung, Vertrieb und Marketing an der Filmakademie Ludwigsburg. Aus dem Programm wurden Kurzfilme gezeigt.
| Filmtitel                                                         | Regie            | Land                    | Darsteller / Anmerkung                                                               |
| ----------------------------------------------------------------- | ---------------- | ----------------------- | ------------------------------------------------------------------------------------ |
| 360°                                                              | Laura Chebar     | Frankreich, Deutschland | Juliette Mabilat Thiam, Artemisia Toussaint, Célia Lebrument                         |
| Kurschatten                                                       | Alina Yklymova   | Deutschland, Frankreich | Esther Zimmering, Felix Jonathan Jenkins, Zazie de Paris, Roman Roth, Josefin Feiler |
| Die scheue Freude an der Arbeit (L’insaisissable joie du travail) | Miao Yu          | Frankreich, Deutschland | Benjamin Bur, Marion Lubat                                                           |
| Von Schrauben und Vögeln                                          | Vincent Dolinsek | Deutschland, Frankreich | Maja Lehrer, Katja Weitzenböck, Gábor Biedermann, Johann Stremlau                    |
| Sonnenfinsternis (1 km à pied)                                    | Pierre Lazarus   | Frankreich, Deutschland | Hadrien Heaulme, Stéphane Hausauer                                                   |
| Würdenbewahrerin                                                  | Sandro Rados     | Deutschland, Frankreich | Ines Miro, Elisabeth Görts, Heiko Senst, Ecaterina Dimitriu, Heinz-Jürgen Groß       |

#### Kurz.Film.Tour – Der Deutsche Kurzfilmpreis
Das Programm präsentierte eine Auswahl an Kurzfilmen, die im vergangenen Herbst mit dem Deutschen Kurzfilmpreis ausgezeichnet wurden oder eine Nominierung erhalten hatten.
| Filmtitel              | Regie                                | Land                    | Darsteller / Anmerkung                                                                                           |
| ---------------------- | ------------------------------------ | ----------------------- | --- |
| Disjointed             | Clara Helbig                         | Deutschland             | Dokumentarfilm                                                                                                   |
| Genosse Tito, ich erbe | Olga Kosanovic                       | Deutschland, Österreich | Dokumentarfilm                                                                                                   |
| Obervogelgesang        | Ferdinand Ehrhardt, Elias Weinberger | Deutschland             | Animationsfilm                                                                                                   |
| One Hundred Steps      | Bárbara Wagner, Benjamin de Burca    | Deutschland, Frankreich | Experimentalfilm                                                                                                 |
| Salidas                | Michael Fetter Nathansky             | Deutschland             | Anna Castillo, Christiane „La Mona“, Ñusta Kolter Irazoque, Ebla Sadek, Salvador Vega Carrasco „Rubin de la Ana“ |

## Auszeichnungen
Beim Festival 2022 wurden Max Ophüls Preise in 16 Kategorien und Preisgelder in Höhe von 118.500 Euro an die Wettbewerbsteilnehmer vergeben. Erstmals ausgelobt wurde der undotierte „Max Ophüls Preis: Preis der Filmkritik“ jeweils für einen Spielfilm und für einen Dokumentarfilm aus dem Langfilmwettbewerb. Neben den 12 Jury- waren auch vier Publikumspreise ausgelobt. Die Preisverleihung fand als Livestream am 26. Januar 2022 statt.
Die Preiskategorien im Überblick:

### Wettbewerb Spielfilm
- Max Ophüls Preis: Bester Spielfilm (Dotierung: 36.000 Euro) – Moneyboys – Regie: C. B. Yi
- Max Ophüls Preis: Beste Regie (Filmpreis des Saarländischen Ministerpräsidenten, dotiert mit 5500 Euro) – Lorenz Merz (Soul of a Beast)
- Max Ophüls Preis: Fritz-Raff-Drehbuchpreis (Dotierung: 13.000 Euro) – Moneyboys – Regie: C. B. Yi
- Max Ophüls Preis: Publikumspreis Spielfilm (Dotierung: 5000 Euro) – Everything Will Change – Regie: Marten Persiel
- Max Ophüls Preis für den gesellschaftlich relevanten Film (gestiftet von der Bundeszentrale für politische Bildung und Deutschlandfunk Kultur, Dotierung: 5000 Euro) – Ladybitch – Regie: Paula Knüpling und Marina Prados
- Max Ophüls Preis: Preis der Jugendjury (gestiftet von der Bundeszentrale für politische Bildung und Landeszentrale für politische Bildung Saarland, Dotierung: 2500 Euro) – Risse im Fundament – Regie: Genia Leis und Gerald Sommerauer
- Preis der Ökumenischen Jury (Dotierung: 2500 Euro) – Moneyboys – Regie: C. B. Yi
- Max Ophüls Preis: Preis der Filmkritik (undotiert) – Soul of a Beast – Regie: Lorenz Merz

### Wettbewerb Dokumentarfilm
- Max Ophüls Preis: Bester Dokumentarfilm (Dotierung: 7500 Euro) – Anima – Die Kleider meines Vaters – Regie: Uli Decker
- Max Ophüls Preis: Beste Musik in einem Dokumentarfilm (Dotierung: 5000 Euro) – Julia Kent (Stories from the Sea)
- Max Ophüls Preis: Publikumspreis Dokumentarfilm (Dotierung: 5000 Euro) – Anima – Die Kleider meines Vaters – Regie: Uli Decker
- Max Ophüls Preis: Preis der Filmkritik (undotiert) – Mayor, Shepherd, Widow, Dragon – Regie: Eliza Petkova

### Wettbewerb Mittellanger Film
- Max Ophüls Preis: Bester Mittellanger Film (Dotierung: 5000 Euro) – Unter der Welle – Regie: Veronika Hafner
- Max Ophüls Preis: Publikumspreis Bester Mittellanger Film (Dotierung: 5000 Euro) – Unter der Welle – Regie: Veronika Hafner

### Wettbewerb Kurzfilm
- Max Ophüls Preis: Bester Kurzfilm (Dotierung: 5000 Euro) – Lullaby – Regie: Magdalena Chmielewska
- Max Ophüls Preis: Publikumspreis Bester Kurzfilm (Dotierung: 5000 Euro) – Zeitpunkt X – Regie: Simon Schneider

### Bester Schauspielnachwuchs
Sektionsübergreifend war der Max Ophüls Preis für den Besten Schauspielnachwuchs ausgelobt, bei dem zwei Preisträger gekürt wurden (Dotierung jeweils 3000 Euro). Die Auszeichnung wurde durch die Schauspieljury vergeben. Die Jurymitglieder durften in der Berücksichtigung von Haupt- und Nebenrollen sowie der Geschlechterspezifik frei entscheiden. Die Nominierungen wurden bereits vor Festivalbeginn bekannt gegeben.
Preisträger:
- Pablo Caprez (Soul of a Beast) – Wettbewerb Spielfilm
- Julia Windischbauer (Para:dies) – Wettbewerb Spielfilm

Nominierungen:
- Sidonie von Krosigk (Unter der Welle) – Wettbewerb Mittellanger Film
- Alexandra Schmidt (Brise) – Wettbewerb Mittellanger Film
- Aram Tafreshian (Spit) – Wettbewerb Mittellanger Film
- Malaya Stern Takeda (Spit) – Wettbewerb Mittellanger Film